# Белоглазые акулы
Белоглазые акулы (лат. Centroscymnus) — род акул отряда катранообразных, в которое включают 3 вида. Тело этих акул покрыто светящимися фотофорами. Обитают в Атлантическом и Индийском океане на глубине до 3650 м. Максимальный размер 120 см. Анальный плавник отсутствует. У основания обоих спинных плавников имеются малозаметные и иногда совсем не видимые шипы. Верхние зубы узкие без зубцов, нижние подобны лезвиям и сцеплены между собой. У края верхней лопасти хвостового плавника имеется выемка. Ноздри обрамлены короткими лоскутами кожи. Рыло приплюснутое. Второй спинной плавник такого же размера или чуть меньше первого. Хвостовой плавник асимметричный, нижняя лопасть короткая, но хорошо развитая. Прекаудальные выемки или латеральные кили на хвостовом стебле отсутствуют. Окраска коричневого или серо-коричневого цвета.
Название рода происходят от слов др.-греч. κεντρος — «жало» и лат. scymnos — «детёныш».

## Классификация
- Centroscymnus coelolepis Barbosa du Bocage & Brito Capello, 1864 — Белоглазая колючая акула, или португальская акула
- Centroscymnus cryptacanthus Regan, 1906 — Коротконосая белоглазая акула
- Centroscymnus owstoni Garman, 1906 — Белоглазая акула Оустона